# Metodologia da economia
A metodologia da economia é o estudo dos métodos, geralmente científicos, relativos à economia, incluindo os princípios subjacentes ao raciocínio económico. O termo 'metodologia' é também muitas vezes, apesar de incorretamente, usado como sinónimo para 'métodos', em vez de estudo dos métodos.
Questões metodológicas, como as semelhanças e diferenças com as ciências da natureza e com as outras ciências sociais, incluem:
- a definição de economia;[5][6][7]
- o alcance da economia de acordo com a definição dos seus métodos;[8]
- princípios fundamentais e relevância operacional da teoria económica;[9][10][11][12][13][14]
- individualismo metodológico versus holismo em economia;[15][16][17][18][19][20][21]
- alegações de utilidade e previsibilidade vs. realismo da simplificação das hipóteses usadas, tais como a escolha racional e a maximização do lucro;[22][23][24][25][26][27]
- o estatuto científico da economia;[28][29][30][31][32][33][34][35][36]
- o equilíbrio entre abordagens empíricas e a priori;[37][38][39][40][41][42]
- a utilização e limites dos métodos experimentais;[43][44]
- análise dos métodos mathemáticos e axiomáticos em economia;[45][46][47][48][49][50][51][52][53][54]
- a forma de escrita [55][56][57][58][59] e a retórica em economia;[60][61][62]
- análise da teoria e prática na economia contemporânea.[63][64][65][66][67]